# 周複
周復（1901年—1943年），中華民國軍人，官至中將。他為中日戰爭期間陣亡的中國軍方高級將領之一。

## 生平
周復為中華民國國民革命軍高級將領，中日戰爭期間，隸屬山東的魯蘇戰區游擊隊，是為該戰區中將政治部主任，1943年2月21日，他於一場大型戰役中，陣亡於山東城頂山。